# Ашланд (Калифорния)
Ашланд (на английски: Ashland) е населено място в окръг Аламида в щата Калифорния, Съединените американски щати.
Намира се в Района на Санфранциския залив. Има население от 20 793 жители (2000) и обща площ от 4,80 км² (1,80 мили²), изцяло суша.
1. ↑  data.census.gov //   Посетен на 1 януари 2022 г.